# ジューシーハニー
ジューシーハニー (JUICY HONEY) とは、厚紙に印刷された小さなカードで、1人もしくはそれ以上のセクシー女優が描かれている。2005年8月のVOL.1より2023年2月のPLUS#17まで株式会社ミントが発売していたが、2023年4月より株式会社ハバロッサが発売しているトレーディングカードである。

## 概要

### 歴史
2005年にセクシー女優が描かれているカードが発売された。それに伴いDVDやWEB写真集も配信を始め、スポーツカードでよく知られていたトレーディングカードの裏部門として人気に火がついた。2009年には販売数100万パックを突破。さらに、2014年にはパチンコメーカーとコラボしたCR機が登場し、その認知度はカード業界を超え一気に上がった。

### 様態
通常はレギュラーカードとインサートカードから構成されている。インサートカードはレギュラーカードと比較して出現率が低く、その分価値が高いとされている。最近ではプレミア性を重視し、撮影で使用した下着を裁断しカードに挟み込んだジャージカードや、アンダーヘアーを挟み込んだDNAカード、ブラジャーのホック部分を挟み込んだブラホックカード、キスマークをつけたキスマークカード、生写真を挟み込んだフォトカード、サインやメッセージつきのカード、乳首にインクをつけて女拓したニップルスタンプカード、カード限定生産しシリアルナンバー入りのプレミアムカードなど、趣向を凝らしたカードが製作されている。

### 市場
前述したように、現在ではプレミア性が重視されたカードが増加しているため、希少価値の高いカードはそれだけ高い値段で取引されている。特に1of1（全カードの中に1枚しか存在しない）ブラホックカードは、麻美ゆまが10万円以上、Rioが15万円以上の価格が付き、それぞれインターネットオークションにて落札されている。

### 台湾でのブーム
台湾の一部ではブームとなっており、大衆紙（アップルデイリー）やニュース（中天TV）で報道され、世間にも認知されつつある。
2014年からはランジェリーファッションショーと撮影会のイベント「HONEY'S SECRET PARTY」を開催し、女優が訪台するたびに人気に拍車をかけている。

## 作品一覧
※タイトルは全て『ジューシーハニー〜』となっている。SP.ED.は『スペシャルエディション』、PM.は『プレミアム』、ROOK.は『ルーキー』、COL.は『コレクション』、LX.は『ラグジュアリー』、Anniv.は『Anniversary』、DX.は『DELUXE』と略し表記する。
| タイトル                                | 発売日             | 出演女優 | カメラマン      |
| --------------------------------------- | ------------------ | --- | --------------- |
| 1                                       | 2005年8月20日      | 青木玲、小澤マリア、山口まゆ、薫まい | 岡克己          |
| 2                                       | 2005年12月17日     | あいだゆあ、西野翔、かすみ果穂、息吹リサ | 岡克己          |
| SP.ED.蒼井そら                          | 2006年3月25日      | 蒼井そら | 岡克己          |
| 3                                       | 2006年5月27日      | 麻美ゆま、小森美樹、小澤マリア、星野つぐみ | 岡克己          |
| 4                                       | 2006年10月7日      | 青木りん、乙音奈々、寧々、工藤はつみ | 岡克己          |
| SP.ED.麻美ゆま                          | 2006年11月25日     | 麻美ゆま | 岡克己          |
| 5                                       | 2007年2月24日      | 松嶋れいな、安達真実、北原多香子、結城凛 | 岡克己          |
| SP.ED.小澤マリア                        | 2007年5月12日      | 小澤マリア | 岡克己          |
| 6                                       | 2007年6月16日      | 麻美ゆま、紅音ほたる、範田紗々、涼果りん | 岡克己          |
| SP.ED.荒井美恵子                        | 2007年7月28日      | 荒井美恵子 | 岡克己          |
| 7                                       | 2007年9月22日      | 範田紗々、琴乃、櫻井ゆうこ、しいのまお | 岡克己          |
| SP.ED.蒼井そら2                         | 2007年11月23日     | 蒼井そら | 岡克己          |
| PM.ED.2007                              | 2007年12月22日     | Rio、小澤マリア、琴乃 | 岡克己          |
| SP.ED.紅音ほたる                        | 2008年2月23日      | 紅音ほたる | 岡克己          |
| 8                                       | 2008年4月26日      | 板垣あずさ、Rio、竹内あい、蓮美カレン | 岡克己          |
| ROOK.ED.2008                            | 2008年5月31日      | 希志あいの、くるみひな、平井綾 | 馬場ひろし      |
| BIC&BEAUTY                              | 2008年7月12日      | 灘坂舞、青山菜々 | 中山雅文        |
| 9                                       | 2008年8月9日       | みひろ、小澤マリア、七海なな、黒木アリサ | 岡克己          |
| SP.ED.麻美ゆま2                         | 2008年9月6日       | 麻美ゆま | 岡克己          |
| PM.ED.2008                              | 2008年12月20日     | 麻美ゆま、希志あいの、ほしのみゆ | 岡克己          |
| 10                                      | 2009年3月14日      | 明日花キララ、伊東遥、七海なな、浜崎りお | 岡克己          |
| ROOK.ED.2009                            | 2009年5月23日      | 原紗央莉、桜ここみ、矢口美里 | 馬場ひろし      |
| SP.ED.明日花キララ                      | 2009年7月25日      | 明日花キララ | 岡克己          |
| 11                                      | 2009年8月29日      | 板垣あずさ、松島かえで、藤浦めぐ | 岡克己          |
| SP.ED.麻美ゆま3                         | 2009年10月24日     | 麻美ゆま | 岡克己          |
| PM.ED.2009                              | 2009年12月23日     | 明日花キララ、原紗央莉、藤浦めぐ | 岡克己          |
| 12                                      | 2010年2月13日      | 大橋未久、天海つばさ、佳山三花 | 岡克己          |
| SP.ED.原紗央莉                          | 2010年3月20日      | 原紗央莉 | 岡克己          |
| ROOK.ED.2010                            | 2010年5月25日      | 菅野さゆき、秋山祥子、南ともか | 馬場ひろし      |
| 13                                      | 2010年7月10日      | 横山美雪、並木優、周防ゆきこ | 岡克己          |
| 14                                      | 2010年9月25日      | 希志あいの、明日花キララ、つぼみ | 岡克己          |
| EX 春菜はな                             | 2010年11月27日     | 春菜はな | 岡克己          |
| PM.ED.2010                              | 2010年12月25日     | 麻倉憂、小倉奈々、天海つばさ | 岡克己          |
| EX 希美まゆ                             | 2011年1月15日      | 希美まゆ | 岡克己          |
| 15                                      | 2011年2月26日      | 葵つかさ、小倉奈々 | 岡克己          |
| EX 明日花キララ                         | 2011年3月26日      | 明日花キララ | 岡克己          |
| EX 希崎ジェシカ                         | 2011年4月23日      | 希崎ジェシカ | 岡克己          |
| 16                                      | 2011年6月25日      | かすみ果穂、春菜はな、沖田杏梨 | 岡克己          |
| 17                                      | 2011年9月03日      | 希志あいの、天海つばさ、原田明絵 | 岡克己          |
| EX 麻美ゆま Rainbow Ver./Vivid Ver.     | 2011年10月29日     | 麻美ゆま | 岡克己          |
| PM.ED.2011                              | 2011年12月10日     | 明日花キララ、葵つかさ、加藤リナ | 岡克己          |
| 18                                      | 2012年2月18日      | 希志あいの、希崎ジェシカ、初音みのり | 岡克己          |
| 19                                      | 2012年4月28日      | 成瀬心美、横山美雪、星美りか | 篠原潔          |
| EX 希志あいの なでしこVer./ビーナスVer. | 2012年7月21日      | 希志あいの | 篠原潔          |
| PM.ED.2012アズール                      | 2012年9月1日       | 明日花キララ、麻美ゆま、希崎ジェシカ | 篠原潔          |
| 20                                      | 2012年11月17日     | 加藤リナ、瑠川リナ、小島みなみ | 篠原潔          |
| PM.ED.2012                              | 2012年12月22日     | 希志あいの、希美まゆ、初音みのり | 篠原潔          |
| 21                                      | 2013年3月23日      | ティア、成瀬心美、紗倉まな | 篠原潔          |
| 22                                      | 2013年5月25日      | さとう遥希、瑠川リナ、希崎ジェシカ | 篠原潔          |
| COL.カード ランジェリーSP               | 2013年8月10日      | 麻生希、紗倉まな、吉川あいみ | 篠原潔          |
| 23                                      | 2013年10月12日     | 葵つかさ、あやみ旬果、明日花キララ | 篠原潔          |
| 24                                      | 2013年11月23日     | つぼみ、上原亜衣、さとう遥希 | 篠原潔          |
| COL.カード ランジェリーSP2              | 2013年12月22日     | 希志あいの、希島あいり、かすみ果穂 | 篠原潔          |
| 25                                      | 2014年2月22日      | 波多野結衣、神咲詩織、麻生希 | 篠原潔          |
| 26                                      | 2014年4月26日      | 希崎ジェシカ、紗倉まな、由愛可奈 | 篠原潔          |
| 27                                      | 2014年7月12日      | 明日花キララ、あやみ旬果、鈴村あいり | 篠原潔          |
| 28                                      | 2014年10月12日     | 波多野結衣、希志あいの、白石茉莉奈 | 篠原潔          |
| LX.ED.                                  | 2014年12月20日     | 波多野結衣、上原亜衣、天使もえ | 篠原潔          |
| 29                                      | 2015年2月14日      | 紗倉まな、小島みなみ、有村千佳 | 篠原潔          |
| 30                                      | 2015年4月25日      | 希崎ジェシカ、湊莉久、大槻ひびき | 篠原潔          |
| 31                                      | 2015年7月25日      | 天使もえ、松岡ちな、初美沙希 | 篠原潔          |
| 10th Anniv.                             | 2015年10月3日      | TEAM:明日花キララ、希志あいの、希崎ジェシカ、紗倉まな、小島みなみ、波多野結衣 STARS:麻美ゆま、成瀬心美、つぼみ、天海つばさ、葵つかさ、範田紗々                                      | 篠原潔          |
| LX.ED.2015                              | 2015年12月26日     | 天使もえ、あやみ旬果、湊莉久 | 天津慶亮        |
| 32                                      | 2016年2月27日      | 上原亜衣、紗倉まな、蓮実クレア | 篠原潔          |
| 33                                      | 2016年4月30日      | 希崎ジェシカ、JULIA、白石茉莉奈 | 篠原潔          |
| 34                                      | 2016年6月26日      | 小島みなみ、彩乃なな、初美沙希 | 篠原潔          |
| THE DX.                                 | 2016年8月27日      | 天使もえ、葵つかさ、あやみ旬果、沖田杏梨 | 篠原潔          |
| 35                                      | 2016年10月29日     | 明日花キララ、紗倉まな、AIKA | 篠原潔          |
| LX.ED.2016                              | 2016年12月24日     | JULIA、天使もえ、園田みおん、桃乃木かな | 篠原潔          |
| 36                                      | 2017年3月4日       | 三上悠亜、大槻ひびき、古川いおり | 篠原潔          |
| 37                                      | 2017年4月29日      | 波多野結衣、橋本ありな、市川まさみ | 篠原潔          |
| THE DX.                                 | 2017年7月1日       | 高橋しょう子、JULIA、佐倉絆、桐谷まつり | 篠原潔          |
| 38                                      | 2017年8月26日      | 明日花キララ、天使もえ、友田彩也香 | 篠原潔          |
| 39                                      | 2017年11月12日     | 紗倉まな、沖田杏梨、伊東ちなみ | 篠原潔          |
| 40                                      | 2017年12月16日     | あやみ旬果、桃乃木かな、戸田真琴 | 篠原潔          |
| LX.ED.2018                              | 2018年2月24日      | 明日花キララ、三上悠亜、白石茉莉奈、市川まさみ | 篠原潔          |
| 41                                      | 2018年4月21日      | 波多野結衣、古川いおり、初川みなみ | 篠原潔          |
| 42                                      | 2018年6月23日      | JULIA、吉高寧々、飛鳥りん | 篠原潔          |
| THE DX.2018                             | 2018年8月26日      | 三上悠亜、桃乃木かな、松田美子、桜もこ | 篠原潔          |
| 43                                      | 2018年10月27日     | 高橋しょう子、明里つむぎ、栄川乃亜 | 篠原潔          |
| PLUS #1                                 | 2018年12月22日     | 天使もえ、白石茉莉奈、希崎ジェシカ、益坂美亜 | 篠原潔          |
| LX.ED.2019                              | 2019年2月24日      | 明日花キララ、三上悠亜、戸田真琴、成宮りか | 篠原潔          |
| PLUS #2                                 | 2019年4月27日      | 桃乃木かな、JULIA、本庄鈴、AIKA | 篠原潔          |
| PLUS #3                                 | 2019年6月29日      | 波多野結衣、唯井まひろ、篠田ゆう、橋本ありな | 篠原潔          |
| THE DX.2019                             | 2019年8月25日      | 紗倉まな、高橋しょう子、浜崎真緒、阿部乃みく | 篠原潔          |
| PLUS #4                                 | 2019年10月26日     | 天使もえ、小倉由菜、希崎ジェシカ、戸田真琴 | 篠原潔          |
| PLUS #5                                 | 2019年12月15日     | 三上悠亜、相沢みなみ、水卜さくら、楓カレン | 篠原潔          |
| LX.ED.2020                              | 2020年2月22日      | 明日花キララ、桃乃木かな、明里つむぎ、橋本ありな | 篠原潔          |
| PLUS #6                                 | 2020年4月25日      | 高橋しょう子、JULIA、霧島さくら、桜羽のどか | 篠原潔          |
| PLUS #7                                 | 2020年6月27日      | 天使もえ、波多野結衣、君島みお、根尾あかり | 篠原潔          |
| 15th Anniv.                             | 2020年8月22日      | MODELS:三上悠亜、高橋しょう子、JULIA、桃乃木かな、戸田真琴、大槻ひびき STARS:波多野結衣、紗倉まな、小島みなみ、あやみ旬果、上原亜衣、希志あいの、希崎ジェシカ、天使もえ、白石茉莉奈 | 篠原潔          |
| PLUS #8                                 | 2020年10月24日     | 白石茉莉奈、相沢みなみ、浜崎真緒、深田えいみ | 篠原潔          |
| PLUS #9                                 | 2020年12月19日     | 三上悠亜、小倉由菜、山岸逢花、美谷朱里 | 篠原潔          |
| LX.ED.2021                              | 2021年2月27日      | 桃乃木かな、君島みお、加藤ももか、栄川乃亜 | 篠原潔          |
| PLUS #10                                | 2021年4月24日      | 天使もえ、根尾あかり、架乃ゆら、伊藤舞雪 | 篠原潔          |
| THE DX.2021                             | 2021年6月26日      | 三上悠亜、本庄鈴、桃園怜奈、二階堂夢 | 篠原潔          |
| PLUS #11                                | 2021年8月28日      | 紗倉まな、高橋しょう子、安位カヲル、石原希望 | 篠原潔          |
| PLUS #12                                | 2021年10月30日     | 波多野結衣、相沢みなみ、加美杏奈、白峰ミウ | 篠原潔          |
| LX.ED.2022                              | 2021年12月25日     | 桃乃木かな、JULIA、楓カレン、青空ひかり | 篠原潔          |
| PLUS #13                                | 2022年2月26日      | 三上悠亜、山岸逢花、はやのうた、小野六花 | 篠原潔          |
| PLUS #14                                | 2022年5月14日      | 天使もえ、伊藤舞雪、栗山莉緒、夏希まろん | 篠原潔          |
| THE DX.2022                             | 2022年6月25日      | 相沢みなみ、高橋しょう子、美谷朱里、冨安れおな | 篠原潔          |
| PLUS #15                                | 2022年8月27日      | 三上悠亜、希島あいり、楪カレン、河北彩花 | 篠原潔          |
| PLUS #16                                | 2022年10月22日     | 伊藤舞雪、本郷愛、小倉七海、楓ふうあ | 篠原潔          |
| LX.ED.2023                              | 2022年12月24日     | 相沢みなみ、本庄鈴、山岸逢花、miru | 篠原潔          |
| PLUS #17                                | 2023年2月25日      | 三上悠亜、JULIA、時田亜美、白桃はな | 篠原潔          |
| PLUS #18                                | 2023年4月22日      | 桃乃木かな、天使もえ、流川夕、恋渕ももな | 篠原潔          |
| THE DX. 2023                            | 2023年6月24日      | 相沢みなみ、波多野結衣、石川澪、庵ひめか | 篠原潔          |
| Mellifluus -Yua Mikami-                 | 2023年8月26日      | 三上悠亜 | 篠原潔          |
| PLUS #19                                | 2023年9月30日      | 伊藤舞雪、楓ふうあ、美乃すずめ、未歩なな | 篠原潔          |
| PLUS #20                                | 2023年10月28日     | 本郷愛、美谷朱里、梓ヒカリ、星乃莉子 | 篠原潔          |
| LX.ED.2024                              | 2023年12月23日     | 希島あいり、浜崎真緒、伊藤舞雪、miru | 篠原潔          |
| PLUS #21                                | 2024年2月24日      | 天使もえ、流川夕、山岸あや花、松本梨穂 | 篠原潔          |
| PLUS #22                                | 2024年4月27日      | 波多野結衣、石川澪、本庄鈴、浅野こころ | 篠原潔          |
| LE CHEF-D'OEUVRE YOUR HISTORY           | 2024年6月29日      | 三上悠亜 | 篠原潔          |
| THE DX. 2024                            | 2024年7月27日      | 河北彩花、水卜さくら、神木麗、楓ふうあ | 篠原潔&吉田裕之 |
| PLUS #23                                | 2024年8月31日      | 美谷朱音、JULIA、渚恋生、美乃すずめ | 篠原潔          |
| PLUS #24                                | 2024年10月26日     | 山岸あや花、恋渕ももな、金松季歩、さくらわかな | 篠原潔          |
| LX.ED.2025                              | 2024年12月21日     | 伊藤舞雪、星乃莉子、莉々はるか、御園もも | 篠原潔          |
| PLUS #25                                | 2025年2月22日      | 天使もえ、石川澪、渚あいり、田野憂 | 篠原潔          |
| PLUS #26                                | 2025年4月26日      | 小野六花、miru、恋渕ももな、白上咲花 | 篠原潔          |
| LX.2025 DUO DIVAS                       | 2025年6月28日      | 山岸あや花&美谷朱音、神木麗&渚恋生 | 篠原潔          |
| PLUS #27                                | 2025年8月30日予定  | 瀬戸環奈、美乃すずめ、希島あいり、本庄鈴 | 篠原潔          |
| PLUS #28                                | 2025年10月予定     | JULIA、伊藤舞雪、逢沢みゆ、浅野こころ | 篠原潔          |
| 20th Anniv.                             | 2025年12月後半予定 | 伊藤舞雪、石川澪、山岸あや花、miru、天使もえ、小島みなみ、レジェンド女優14名 | 篠原潔 吉田裕之 |

## パチンコ機
※メーカーはサンセイアールアンドディから。
- CRジューシーハニーZZ（2014年12月15日）※ミドルスペック[4]
- CRジューシーハニーRR（2015年6月7日）※甘デジ
  - 出演女優：明日花キララ・希崎ジェシカ・瑠川リナ・紗倉まな・希志あいの・小倉奈々・さとう遥希・葵つかさ・つぼみ・上原亜衣・希美まゆ・横山美雪・麻生希・初音みのり・希島あいり・範田紗々・小島みなみ・神咲詩織・かすみ果穂・ティア
  - ナレーション：山田ルイ53世
- CRジューシーハニー2SS（2018年7月23日）※ミドルスペック[5]
- Pジューシーハニー2REY2（2019年9月17日）※甘デジ
  - 出演女優：紗倉まな・天使もえ・小島みなみ・あやみ旬果・AIKA・彩乃なな・波多野結衣・湊莉久・上原亜衣・ティア・JULIA・佐倉絆・なつめ愛莉・初美沙希・市川まさみ・葵つかさ・美竹すず・由愛可奈・大槻ひびき・明日花キララ
  - 出演レジェンド女優：麻美ゆま・かすみ果穂・みひろ・希志あいの・成瀬心美・瑠川リナ
  - ナレーション：スギちゃん
- Pジューシーハニー3MGY2（2021年2月8日）※ミドルスペック[6]
- PA激デジジューシーハニー3NCY（2021年5月24日）※甘デジ
- Pジューシーハニー3RCY3（2022年6月6日）※ミドルスペック
  - 出演女優：戸田真琴・三上悠亜・篠田ゆう・橋本ありな・波多野結衣・天使もえ・栄川乃亜・本庄鈴・紗倉まな・大槻ひびき・桜空もも・高橋しょう子・阿部乃みく・羽咲みはる・河合あすな・小島みなみ・AIKA・浜崎真緒・明日花キララ・園田みおん
  - ナレーション：ゴー☆ジャス
- PジューシーハニーハーレムMF（2023年5月8日）※ミドルスペック[7]
- PA激デジジューシーハニーハーレムRAY（2023年10月2日）※甘デジ
  - 出演女優：三上悠亜・明日花キララ・本庄鈴・波多野結衣・大槻ひびき・浜崎真緒・紗倉まな・上原亜衣・戸田真琴・羽咲みはる・希志あいの・つぼみ・瑠川リナ・希美まゆ・彩乃なな・美竹すず・天使もえ・湊莉久・あやみ旬果・園田みおん・橋本ありな・他総勢46名（過去作からのアーカイブ出演あり）
- Pジューシーハニー極嬢MA（2025年1月6日）※ライトミドルスペック[8][9]
- Pジューシーハニー極嬢77LT-ARB（2025年6月2日）※甘デジ[10]
  - 出演女優：天使もえ・三上悠亜・高橋しょう子・波多野結衣・大槻ひびき・涼森れむ・山岸逢花・美谷朱里・七沢みあ・七ツ森りり・河合あすな・桜空もも・戸田真琴・小倉由菜・はやのうた・唯井まひろ・篠田ゆう・石原希望・相沢みなみ・明里つむぎ・村西とおる